# David di Donatello 2002
La 47a edició dels premis David di Donatello, concedits per l'Acadèmia del Cinema Italià va tenir lloc el 10 d’abril de 2002 als estudis Cinecittà de Roma, presentada per Milly Carlucci i Sergio Castellitto i transmesa per Rai Uno.

## Guanyadors

### Millor pel·lícula
- Il mestiere delle armi, dirigida per Ermanno Olmi
- Brucio nel vento, dirigida per Silvio Soldini
- Luce dei miei occhi, dirigida per Giuseppe Piccioni

### Millor director
- Ermanno Olmi - Il mestiere delle armi
- Silvio Soldini - Brucio nel vento
- Giuseppe Piccioni - Luce dei miei occhi

### Millor director novell
- Marco Ponti - Santa Maradona
- Vincenzo Marra - Tornando a casa
- Paolo Sorrentino - L'uomo in più

### Millor argument
- Ermanno Olmi - Il mestiere delle armi
- Doriana Leondeff i Silvio Soldini - Brucio nel vento
- Paolo Sorrentino - L'uomo in più

### Millor productor
- Luigi Musini, Roberto Cicutto, Ermanno Olmi (Cinema11undici), RAICinema, Studiocanal i Taurusproduktion - Il mestiere delle armi
- Lionello Cerri, Luigi Musini, Raicinema i VegaFilm - Brucio nel vento
- Roberto Buttafarro, Mikado, Raicinema - Santa Maradona

### Millor actriu
- Marina Confalone - Incantesimo napoletano
- Sandra Ceccarelli - Luce dei miei occhi
- Licia Maglietta - Luna rossa

### Millor actor
- Giancarlo Giannini - Ti voglio bene Eugenio
- Luigi Lo Cascio - Luce dei miei occhi
- Toni Servillo - L'uomo in più

### Millor actriu no protagonista
- Stefania Sandrelli - Figli - Hijos
- Rosalinda Celentano - L'amore probabilmente
- Iaia Forte - Paz!

### Millor actor no protagonista
- Libero De Rienzo - Santa Maradona
- Leo Gullotta - Vajont
- Silvio Orlando - Luce dei miei occhi

### Millor músic
- Fabio Vacchi - Il mestiere delle armi
- Luciano Ligabue - Da zero a dieci
- Giovanni Venosta - Brucio nel vento

### Millor fotografia
- Fabio Olmi - Il mestiere delle armi
- Luca Bigazzi - Brucio nel vento
- Arnaldo Catinari - Luce dei miei occhi

### Millor escenografia
- Luigi Marchione - Il mestiere delle armi
- Giancarlo Basili - Paz!
- Francesco Frigeri - Vajont

### Millor vestuari
- Francesca Sartori - Il mestiere delle armi
- Nanà Cecchi - I cavalieri che fecero l'impresa
- Maria Rita Barbera - Luce dei miei occhi
- Silvia Nebiolo - Brucio nel vento

### Millor muntatge
- Paolo Cottignola - Il mestiere delle armi
- Carlotta Cristiani -Brucio nel vento
- Massimo Fiocchi - Amnèsia

### Millor enginyer de so directe
- Remo Ugolinelli - Luce dei miei occhi
- Gaetano Carito - Da zero a dieci
- Tullio Morganti - Le parole di mio padre

### Millor curtmetratge
- Non dire gatto, dirigida per Giorgio Tirabassi
- La storia chiusa, dirigida per Emiliano Corapi
- Un paio di occhiali, dirigida per Carlo Damasco

### Millor pel·lícula estrangera
- The Man Who Wasn't There, dirigida per Joel Coen i Ethan Coen
- Amélie (Le fabuleux destin d'Amèlie Poulain), dirigida per Jean-Pierre Jeunet
- Ničija zemlja, dirigida per Danis Tanović

### Premi David Scuola
- Vajont, dirigida per Renzo Martinelli

### David especial
- Liza Minnelli
- Carlo Rambaldi
- Franco Zeffirelli